# إريك باول (لاعب كرة قدم أمريكية)
إريك باول (بالإنجليزية: Eric Powell)‏ هو لاعب كرة قدم أمريكية أمريكي، ولد في 16 نوفمبر 1979 في أورلاندو في الولايات المتحدة.

## وصلات خارجية
- اريك باول على موقع مرجع كرة القدم المحترفة.كوم (الإنجليزية)
- اريك باول على موقع JustSportsStats.com (الإنجليزية)